# Strings
Strings là một bộ phim hoạt hình thể loại giả tưởng được phát hành vào năm 2004, do đạo diễn Anders Rønnow Klarlund chỉ đạo. Câu chuyện xoay quanh một hoàng tử, con trai của một vị vua bị ám sát, người quyết tâm trả thù cho cha mình. Tuy nhiên, qua những tình tiết dần dần tiết lộ, anh ta nhận ra sự phức tạp trong mối quan hệ giữa hai dân tộc có liên quan. Phim là một dự án hợp tác quốc tế giữa Đan Mạch, Thụy Điển, Na Uy và Vương quốc Anh, được thực hiện bằng công nghệ búp bê rối cùng với các sợi dây, tượng trưng cho những sợi dây của sự sống trong thế giới hư cấu.

## Thế giới củaStrings
Sự thật là các búp bê rối đảm nhận vai trò của các nhân vật trong vũ trụ hư cấu của bộ phim. Điều này có nghĩa là những nhân vật này thực ra là búp bê rối. Những cảnh quay rộng lớn của vùng nông thôn thể hiện hàng triệu sợi dây vô tận nối lên bầu trời, mỗi sợi dây tượng trưng cho một cá nhân trên trái đất. Không ai biết các sợi dây kéo dài đến đâu hay ai là người điều khiển chúng. Theo những gì các nhân vật hiểu, sợi dây được điều khiển bởi một quyền năng cao hơn.
Khi một sợi dây nối với một bộ phận cơ thể di chuyển bị đứt, điều này tương tự như việc bị cắt cụt; người đó sẽ không còn khả năng sử dụng phần cơ thể đó. Khi sợi dây bị cắt, không có gì có thể khôi phục nó hoặc mang lại sự sống cho phần cơ thể mà nó đã nối. Nếu sợi "dây đầu" bị cắt, điều đó dẫn đến cái chết vĩnh viễn.
Vì không có cách nào hồi sinh phần cơ thể sau khi sợi dây của nó bị đứt, nên các biện pháp sửa chữa cho những người bị thương bắt buộc phải sử dụng các phần cơ thể khỏe mạnh, chưa bị cắt. Một nhóm không may gồm những người nghèo và tù nhân bị giữ lại như nguồn hiến tạng. Khi một người trong giới hoàng gia hoặc có tầm quan trọng xã hội mất đi một phần cơ thể, một người khác sẽ bị buộc phải hiến lấy từ tù nhân và thay thế bằng sợi dây còn nguyên vẹn.
Các nhà tù được thiết kế dựa trên sự thật là các sợi dây kéo dài vô tận lên bầu trời. Thay vì có các phòng giam, các tù nhân bị hạn chế trong những lưới lớn nằm ngang, và khả năng di chuyển của họ bị giới hạn bởi những lỗ vuông nhỏ trong lưới, nơi mà sợi dây đi qua và bị khóa lại bên trong.
Thay vì sinh con theo cách tự nhiên, một cặp đôi tạo ra một đứa trẻ mới từ gỗ. Sau một khoảng thời gian không xác định, một bộ dây sáng nhẹ nhàng sẽ rơi xuống từ bầu trời và nhanh chóng được kết nối với đứa trẻ vô tri bởi các bậc phụ huynh. Hành động này ngay lập tức và kỳ diệu ban cho hình nhân gỗ bất động sự sống.
Ngoài ra, cũng được tiết lộ rằng một số người đã phát hiện ra khả năng "nhảy" qua những khoảng cách rất xa và bay hiệu quả trong thời gian ngắn; thực chất, điều này tương tự như việc người điều khiển giật dây của búp bê rối, khiến nó bay lượn trên bầu trời. Chỉ khi nhân vật chính hiểu được sự liên kết của tất cả các sinh vật sống, và sức mạnh của tình yêu, thì anh mới có thể đạt được khả năng này.

## Cốt truyện
Tại vương quốc Hebalon, một vị vua đang cảm thấy tội lỗi đã quyết định tự sát. Cuộc chiến kéo dài giữa họ và người Zerith đã khiến ông có vai trò quan trọng. Vì vậy, ông muốn kết thúc cuộc sống của mình để giải thoát khỏi cảm giác tội lỗi. Trước khi ra đi, ông viết một bức thư cho con trai Hal Tara, thông báo rằng cậu sẽ trở thành vị vua kế tiếp và là Kharo mới của vương quốc. Ông khuyên Hal nên hòa giải với người Zerith nhưng cần phải cẩn trọng với Nezo, người anh trai độc ác, và Ghrak, tay sai của hắn. Ông cũng nhắc nhở Hal phải bảo vệ chị gái Kharia Jhinna bằng mọi giá và không được rời xa cô. Sau đó, Kharo đã cắt sợi dây đầu của mình và tự sát. Thế nhưng, bức thư không đến tay Hal vì Nezo đã tìm thấy nó trước. Ngay sau đó, Ghrak từ trần nhà xuất hiện và thông báo cho Nezo rằng thời điểm của họ đã đến. Nezo đã cắt đứt tất cả các sợi dây của anh trai mình, khiến nó trông như thể người Zerith đã ám sát Kharo. Nezo khao khát nắm quyền cai trị vương quốc Hebalon và sẵn sàng làm bất cứ điều gì để ngăn chặn Hal.
Chẳng bao lâu sau, Ghrak đã tiêu hủy bức thư của Kharo. Trong khi đó, Hal đang ngủ trong phòng và tỉnh dậy khi thấy Erito, viên tướng, thông báo tin buồn về cái chết của cha. Hal sau đó phát hiện ra thi thể của Kharo và Jhinna đang khóc bên cạnh. Cô tố cáo rằng người Zerith đã giết cha cậu và chỉ vào dấu hiệu mà kẻ thù để lại trên tường. Jhinna nói với Hal rằng tất cả các sợi dây của Kharo đã bị cắt đứt, và điều đó khiến Nezo cảm thấy lo lắng. Hắn ra lệnh cho các vệ sĩ phong tỏa tất cả các cổng và lối ra, mở đầu cho cuộc chiến.
Sáng hôm sau, Hal ra lệnh cho Erito đeo mặt nạ của người Zerith và giả làm Sahro với kế hoạch đánh bại hắn trong một cuộc đấu tay đôi. Mặc dù Erito cho rằng điều đó là nực cười, Hal vẫn tiếp tục tấn công, và vô tình, Erito đã làm đứt sợi dây tay của Hal, khiến cậu bị mất một phần cơ thể. Erito nhắc Hal rằng cuộc chiến chống lại người Zerith không phải là trách nhiệm của cậu mà là của người trưởng lĩnh. Nezo, nghe được cuộc trò chuyện này, chế giễu ý tưởng Hal trở thành Kharo mới. Hal sau đó gặp lại chị gái mình, Jhinna, và họ đã tổ chức tang lễ cho Kharo. Hal hứa sẽ không để vương quốc được yên tĩnh cho đến khi cậu tiêu diệt được người Zerith.
Khi Hal dự định rời Hebalon để tìm Sahro, Jhinna cầu xin cậu không đi, nói rằng sự ra đi của cậu sẽ là cái chết của cô. Tuy nhiên, Hal vẫn quyết tâm ra đi. Trên hành trình, họ đến một vùng đất ngập nước nơi có những nô lệ bị cắt cụt. Erito đề xuất rằng họ nên nghỉ qua đêm và trong khi Hal đi lang thang, Ghrak xuất hiện, đe dọa Erito và nhấn mạnh rằng anh không được quay về Hebalon khi Hal còn sống. Erito biện minh nhưng Ghrak đe dọa hơn nữa. Đêm đó, Erito đã từ chối giết Hal trong giấc ngủ của cậu.
Tại Hebalon, Jhinna và Ola chuẩn bị cho một buổi lễ. Khi các trẻ em nghịch ngợm làm rối, Eike, mẹ của chúng, vô tình làm đổ chai m black ink, tiết lộ thông điệp mà Kharo để lại cho Hal. Ở nơi khác, Jhinna đã trải qua một cuộc gặp gỡ với Ghrak mà cô không hề hay biết. Sau đó, khi Hal quyết định thực hiện kế hoạch ban đầu để trả thù cho cha mình, tất cả mọi chuyện dần trở nên phức tạp với những thủ đoạn và sự phản bội.
Cuối cùng, khi Hal tìm thấy Zita và các chiến binh Zerith, một trận chiến lớn nổ ra. Ghrak, dù ban đầu có ưu thế trong trận đấu với Hal, cuối cùng đã bị tiêu diệt khi Hal tấn công mạnh mẽ. Mặc dù một số tù nhân đã bị bắt trong nhà giam, Hal đã thành công trong việc giải thoát và đoàn tụ với gia đình và bạn bè. Trận chiến kết thúc bất ngờ khi Jhinna, cùng với sự hỗ trợ của Ola, đã thực hiện những ước nguyện của cô, giải phóng mình khỏi ách nô lệ và bay lên bầu trời, mang theo những ký ức về sự hy sinh và tình yêu thương. Cuối cùng, Hal quyết định không để vương quốc yên bình trước khi tình người được khôi phục tại Hebalon.

## Dàn diễn viên lồng ghép
| Nhân vật | Đan Mạch              | Thụy Điển               | Tiếng Anh           | Tiếng Nhật         |
| -------- | --------------------- | ----------------------- | ------------------- | ------------------ |
| Hal      | Jens Jacob Tychsen    | Jonas Karlsson          | James McAvoy        | Tsuyoshi Kusanagi  |
| Zita     | Iben Hjejle           | Melinda Kinnaman        | Catherine McCormack | Miki Nakatani      |
| Kahro    | Henning Moritzen      | Gösta Bredefeldt        | Julian Glover       | Masachika Ichimura |
| Nezo     | Jesper Langberg       | Sten Ljunggren          | Derek Jacobi        | Masatō Ibu         |
| Ghrak    | Jens Arentzen         | Anders Ahlbom Rosendahl | Ian Hart            | Shingo Katori      |
| Jhinna   | Marina Bouras         | Jasmine Heikura         | Claire Skinner      | en:Yūka (actress)  |
| Erito    | Søren Spanning        | Niklas Falk             | David Harewood      | Gekidan Hitori     |
| Elke     | Pernille Højmark      | Marika Lagercrantz      | Samantha Bond       | Keiko Toda         |
| Agra     | Paul Hüttel           | Måns Westfelt           | Michael Culkin      | Katsuya Kobayashi  |
| Daya     | Ida Hilario Jønsson   | Hilda Zuber             | Alexandra Knapp     |                    |
| Xath     | Lukas Rønnow Klarlund | Axel Zuber              | Oliver Golding      |                    |
| Lo       | Rasmus Botoft         | Jimmy Endeley           |                     |                    |

## Sản xuất
Quá trình sản xuất bộ phim bắt đầu vào năm 2000 và kéo dài hơn bốn năm, cho đến khi chính thức ra mắt vào năm 2004. Hơn 200 người đã tham gia thực hiện bộ phim với ngân sách lên tới bốn triệu euro.

## Phát hành
Phiên bản tiếng Nhật do đạo diễn Hideaki Anno, và ca khúc chủ đề mang tên "Unexpectedly" do Misha Williams thể hiện.